# إبراهيم بن أحمد المقدسي
إبراهيم بن أحمد بن أحمد بن محمود بن موسى المقدسي الأصل الدمشقي الحنفي ثم الشافعي، كان فقيه ومعلم بالجامع الأموي، عاش في الفترة مابين (840 هـ - 1437م) (894 هـ - 1489م) بدمشق.

## حياته
ولد الفقيه إبراهيم بن أحمد بن أحمد بن محمود بن موسى المقدسي الأصل الدمشقي الحنفي ثم الشافعي في ربيع الأول سنة إحدى وأربعين وثمانمائة (840 هـ - 1437م) بدمشق ونشأ بها فحفظ القرآن والشاطبيتين والمنهاج الفرعي والملحة وايساغوجي وتصريف العزى وغيرها وخذ في الفقه وغيره عن النجم بن قاضي عجلون وجمع العشر على والده والسبع على الشمس بن عمران ثم بالقاهرة إذ قدمها في سنة أربع وسبعين على الزين عبد الغني الهيثمي، وقرأ على السخاوي حينئذ في الأذكار. ويقول السخاوي أن إبراهيم بن أحمد المقدسي أخذ عن البقاعي وجماعة وحج مرارا وزار بيت المقدس وقطنه وقتا ولقيه بمكة أيضا ومعه ولده محمد فعرض محافيظه على وكان يؤدب الأطفال بكلاسة الجامع الأموي ونعم الرجل كان فضلا وخيرا.

## وفاته
توفي المقدسي ليلة الجمعة ثاني أيام رمضان من سنة أربع وتسعين وثمامائة (894 هـ - 1489م) بدمشق وصلى عليه من الغد وكانت جنازته حافلة.